# Les+ (revista)
Les+ fue la primera revista comunitaria para mujeres queer en China. Fue creada en 2005 por un grupo de jóvenes lesbianas chinas o lalas (chino : 拉拉; pinyin : lālā) y fue suspendida oficialmente en 2015.

## Orígenes
Les+ fue fundada en 2005 por Zhao Jing 赵静 (Sam 三木) y Gogo, dos mujeres lesbianas, pioneras en crear la primera y única revista para mujeres queer de China. La revista surgió de la creciente cultura de foros y salas de chat en línea en China en la década de 2000, tras la creación en 1999, del primer foro de lala en línea.
El signo más de su título, que se pronuncia igual que "hogar" (家 jiā) en chino mandarín, refleja un espacio de pertenencia para las mujeres queer. Su contenido era variado e incluía información sobre cultura, estilo de vida y activismo LGBT.
El grupo Les+ debe su nombre a la revista Les+ que creó la primera y única revista lésbica hasta la fecha en China continental. Esta revista fue iniciada por dos mujeres lesbianas veinteañeras. Se conocieron en Internet en 2003 y crearon Les+ un año después para que cada una de sus amigas pudiera desarrollar la confianza en sus relaciones. Las actividades de Les+, incluida la producción de la revista, se llevan a cabo en el tiempo libre de sus miembros, sin remuneración alguna. Todos los gastos son sufragados por fundaciones locales y extranjeras- 

Jing Fan, Reaching out for the lala identity: a case study of a lesbian magazine and community making in Beijing, China.
El lema de la portada del primer número decía: "After the darkness fades away, I’ll be holding your hand, walking under the sunlight with pride, boldly and happily living our lives!" (en español, "Después de que la oscuridad se desvanezca, estaré sosteniendo tu mano, caminando bajo la luz del sol con orgullo, viviendo nuestras vidas con valentía y felicidad").
Tuvo el apoyo de organizaciones del colectivo LGBT chinas como Tongyu y el Beijing Lala Salon. Les+ se imprimía en papel y se podía adquirir en puntos de distribución de más de 20 ciudades o por entrega a domicilio lo que le permitió llegar a zonas rurales del país; y se vendían unos 4 000 ejemplares por cada número publicado. El equipo de Les+ también produjo obras de teatro de temática lésbica, organizó exposiciones de arte feminista y publicó manuales sobre la cobertura mediática de las noticias LGBT.
La revista fue suspendida a finales de 2015. Tras este incidente, algunas de las miembros principales, incluida Sam, crearon la plataforma Yummy, para ayudar a las mujeres a explorar sus deseos y sexualidades.

## Cultura lésbica en China
En China, aunque la homosexualidad es legal desde 1997 y dejó de ser considerada una enfermedad mental desde 2001, las personas LGBT siguen enfrentándose a la opresión social y no están protegidas contra la discriminación por la ley. De acuerdo a un estudio realizado por Tongyu, en 2007, una tercera parte de las lesbianas de China sufrió algún tipo de violencia por parte de sus maridos y alrededor del 50% de las lesbianas han sufrido violencia o rechazo por parte de sus progenitores.
Les+ existió dentro de una cultura lésbica en crecimiento, según Xin Huang, "En 2007, cuando realicé el trabajo de campo para esta investigación, las lesbianas en China tenían una organización nacional, Tongyu, su propia revista, Les+, y un club llamado lala, que organiza semanalmente reuniones en algunas grandes ciudades, así como el sitio web de lala".